# Bakionica
Bakionica (cyr. Бакионица) – wieś w Serbii, w okręgu zlatiborskim, w gminie Požega. W 2011 roku liczyła 654 mieszkańców.